# سيرج دوب
سيرج دوب هو لاعب هوكي الجليد كندي، ولد في 13 أغسطس 1979 في غريتر سودبوري في كندا.

## وصلات خارجية
- سيرج دوب على موقع دوري الهوكي الوطني (الإنجليزية)
- سيرج دوب على موقع EliteProspects.com (الإنجليزية)
- سيرج دوب على موقع HockeyDB.com (الإنجليزية)